# Bugey-Côtière
Bugey-Côtière est un ancien hebdomadaire local dans le département de l'Ain, fondé en 2019, devenu bimensuel en juillet 2023. Il cesse définitivement de paraître en septembre 2023. En 2019, il était le résultat de la fusion de deux journaux hebdomadaires Le Journal de la Côtière dédié à la région naturelle de la Côtière ainsi qu'à la Plaine de l'Ain (fondé en 1995) et Le Journal du Bugey dédié à la région naturelle du Bas-Bugey (fondé en 2001). Ces deux publications, tout comme Bugey-Côtière, avaient également été fondées ou co-fondées par François Choraine.

## Histoire

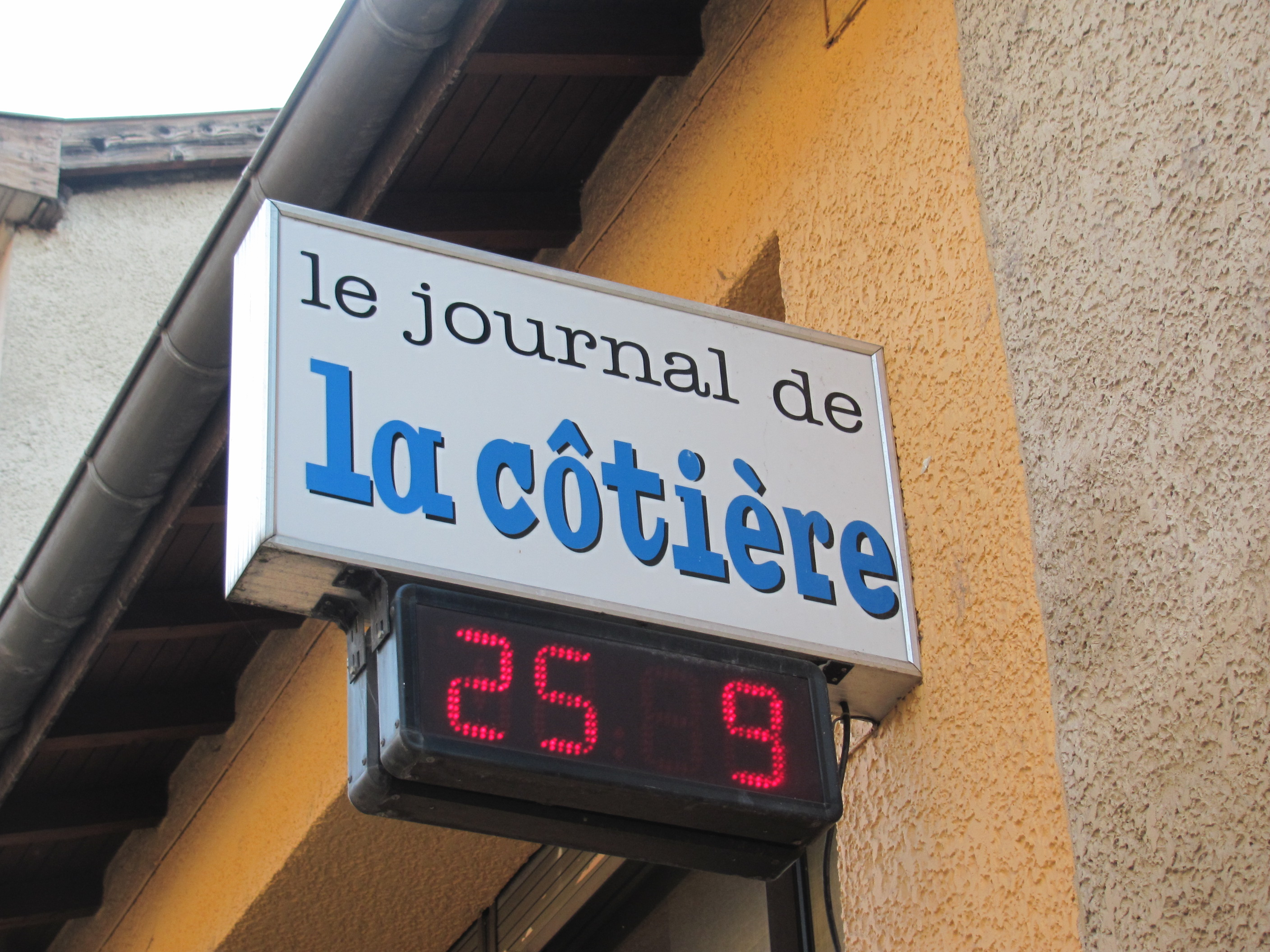
Panneau du journal à Montluel.

La numérotation du journal est celle du Journal de la Côtière : le numéro 1 200 est atteint en juillet 2019. Le dernier numéro, le 1 401 paraît le 7 septembre 2023.
Le journal était imprimé dans le parc industriel de la Plaine de l’Ain, par la Société d'Impression du Groupe Amaury.

### Le Journal de la Côtière
Fondé en 1995, il couvrait l'actualité des cantons de Meximieux et de Miribel. D'abord nommé Le journal de Montluel et des environs, il prend son nom Le Journal de la Côtière dans les années 1990.

### Le Journal du Bugey
Il couvrait l'actualité des cantons d'Ambérieu-en-Bugey, Lagnieu, Pont-d'Ain, Saint-Rambert-en-Bugey, Hauteville-Lompnes, ainsi que sur certaines communes du canton de Chalamont et Poncin, soit plus de quarante communes. Créé en 2001, Le Journal du Bugey était une entité indépendante, propriété du groupe RC (initiales du nom de ses deux fondateurs, Guillaume Rose et François Choraine).

#### Financement
Entre 2015 et 2017, le journal du Bugey a obtenu 7 345 € d'aides dans le cadre des aides à la presse en France.